# 一条能成
一条 能成（いちじょう よしなり）は、平安時代後期から鎌倉時代前期にかけての公卿。藤原北家中関白家庶流一条家、大蔵卿・一条長成の嫡男。官位は従三位・非参議。

## 経歴
母・常盤御前は、河内源氏の棟梁・源義朝の側室として全成・義円・義経を儲けていたが、平治の乱で義朝が敗死した後、子供達を連れて長成と再婚し、能成や女子を儲けた。
仁安2年（1167年）、5歳にして従五位下に叙爵する。その後は中級貴族として過ごすが、異父兄の義経が武人として頭角を顕すとこれに接近する。平家滅亡後、義経が異母兄の源頼朝と対立した後も、能成は義経と行動を共にし、文治元年（1185年）11月の都落ちの際には自らも武装しこれに随行したという（『玉葉』文治元年12月3日条）。翌月、義経派の廷臣の一人として頼朝により弾劾され、侍従職を解官されている。
義経の死から19年後の承元2年（1208年）12月、修理権大夫として政界に復帰。建保6年（1218年）従三位に叙され、父・長成の果たせなかった公卿昇進をしている。嘉禄元年（1225年）従三位・非参議のとき出家し、嘉禎4年（1238年）に薨去。享年75（『公卿補任』）。

## 官歴
- 仁安2年（1167年）：従五位下
- 寿永2年（1183年）：信濃権守
- 承元2年（1208年）：修理権大夫
- 承元4年（1210年）：従五位上
- 承元5年（1211年）：正五位下
- 建暦2年（1212年）：従四位下
- 建保元年（1213年）：従四位上
- 建保4年（1216年）：従四位下
- 建保6年（1218年）：従三位